# Александровка (Чамзинский район)
Алекса́ндровка  — деревня в составе Мичуринского сельского поселения Чамзинского района Республики Мордовия.

## География
Находится у реки Инелейка на расстоянии примерно 21 километр по прямой на север-северо-запад от районного центра поселка  Чамзинка.

## История
Известна с 1863 года, когда она была учтена как  владельческая деревня Ардатовского уезда из 7 дворов.

## Население
Постоянное население составляло 11 человек (русские 64%, мордва 36%) в 2002 году, 6 в 2010 году .